# Cassiopoideae
Cassiopoideae es una subfamilia de plantas perteneciente a la familia Ericaceae. Incluye un solo género, Cassiope.